# Campionati mondiali di slittino su pista naturale 2025
I campionati mondiali di slittino su pista naturale 2025 furono la 25ª edizione della rassegna iridata dello slittino su pista naturale, manifestazione che dal 2000 è organizzata negli anni non olimpici dalla Federazione Internazionale Slittino. Si tennero dal 17 al 19 gennaio 2025 a Kühtai, in Austria.
In seguito all'invasione dell'Ucraina, gli atleti russi e bielorussi sono stati esclusi dalle competizioni.
Si disputarono quattro differenti specialità: singolo donne, singolo uomini, doppio e staffetta a squadre. La località austriaca non aveva mai ospitato prima d'allora i mondiali della disciplina.
Solo Evelin Lanthaler e Matthias Lambacher sono stati in grado di difendere il titolo conquistato due anni prima mentre Michael Scheikl e Peter Lambacher hanno vinto il loro primo oro iridato.

## Calendario
Il campionato del mondo si è svolto sulla lunghezza di tre giornate. La prima dedicata interamente alle prove del singolo e del doppio, la seconda per le prime manche di singolo e per la gara di doppio, mentre nell'ultima giornata si sono disputate le manche conclusive di singolo e la staffetta a squadre. Al termine di ogni gara è avvenuta la premiazione con trofeo e medaglie.
| M | Maschile | F | Femminile | EQ | Misto |

| gennaio 2025        | 17 Ven | 17 Ven | 17 Ven | 18 Sab | 18 Sab | 19 Dom | 19 Dom |
| ------------------- | ------ | ------ | ------ | ------ | ------ | ------ | ------ |
| Prove               | F      | M      | EQ     |        |        |        |        |
| Singolo             |        |        |        | F      | M      | F      | M      |
| Doppio              |        |        |        | EQ     | EQ     |        |        |
| Staffetta a squadre |        |        |        |        |        | EQ     | EQ     |

## La pista
La pista da gara si presenta con 10 curve, delle quali 5 a destra e altrettante a sinistra. La lunghezza totale del tracciato è di 730 metri per un dislivello di 89 metri. Questo fa sì che la pendenza media del tracciato risulti pari al 12,2%. 
| Pista di Umhausen |       |
| Lunghezza         | 730 m |
| Dislivello        | 89 m  |
| Curve a destra    | 5     |
| Curve a sinistra  | 5     |
| Pendenza media    | 12,2% |

## Singolo donne
La gara di singolo donne si disputò il 18 e 19 gennaio 2025 sulla lunghezza di tre manche. Presero parte alla gara 18 atlete di nazionalità differenti e, di queste, 17 portarono a termine tutte e tre le discese.

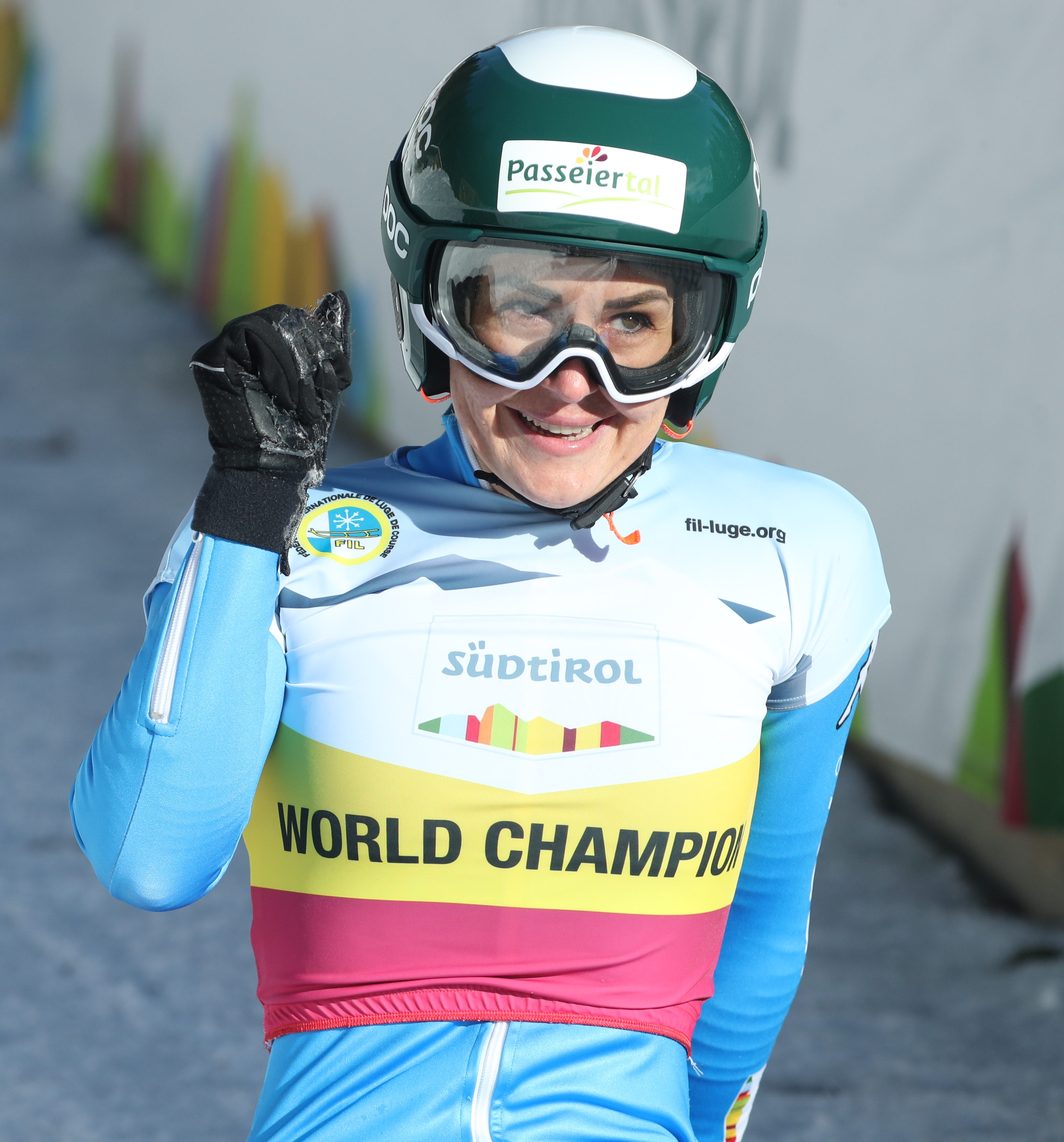
Evelin Lanthaler si è aggiudicata la prova del singolo donne. Ha così vinto per la quinta volta il titolo mondiale al femminile.

Evelin Lanthaler si presentava da campionessa iridata in carica e con già quattro titoli complessivamente all'attivo. Nelle ultime competizioni tra mondiali, europei e Coppa del Mondo aveva ottenuto ben 43 vittorie in 45 gare.
Le due volte in cui non era salita sul gradino più alto era stato in gare di Coppa del Mondo dove Greta Pinggera, campionessa del mondo 2017, aveva chiuso al primo posto.
La detentrice del titolo è stata in grado di replicare la vittoria facendo segnare il miglior tempo di manche nella prima e nella terza discesa. Solo nella seconda manche ha registrato un ritardo di 0"04 nei confronti di Riccarda Ruetz. Con un vantaggio di 1"11 ha chiuso proprio davanti alla sopracitata austriaca mentre al terzo posto si è classificata la connazionale Jenny Castiglioni.
Per Evelin Lanthaler si è trattato del quinto titolo mondiale nel singolo donne e la settima medaglia iridata nella specialità.
L'Italia si è aggiudicata questa gara per la sesta volta consecutiva.
| Pos. | Atleta            | Nazione | 1ª manche | 2ª manche | 3ª manche | Totale  | Distacco |
| ---- | ----------------- | ------- | --------- | --------- | --------- | ------- | -------- |
|      | Evelin Lanthaler  | Italia  | 57"09     | 57"64     | 57"06     | 2'51"79 |          |
|      | Riccarda Ruetz    | Austria | 57"89     | 57"60     | 57"41     | 2'52"90 | +1"11    |
|      | Jenny Castiglioni | Italia  | 57"85     | 58"48     | 57"77     | 2'54"10 | +2"31    |

## Singolo uomini
La gara di singolo uomini si disputò il 18 e 19 gennaio 2025 sulla lunghezza di tre manche. Presero parte alla competizione 33 atleti di xx nazionalità diverse. Solo 26 di essi vennero ammessi alla disputa della manche conclusiva.

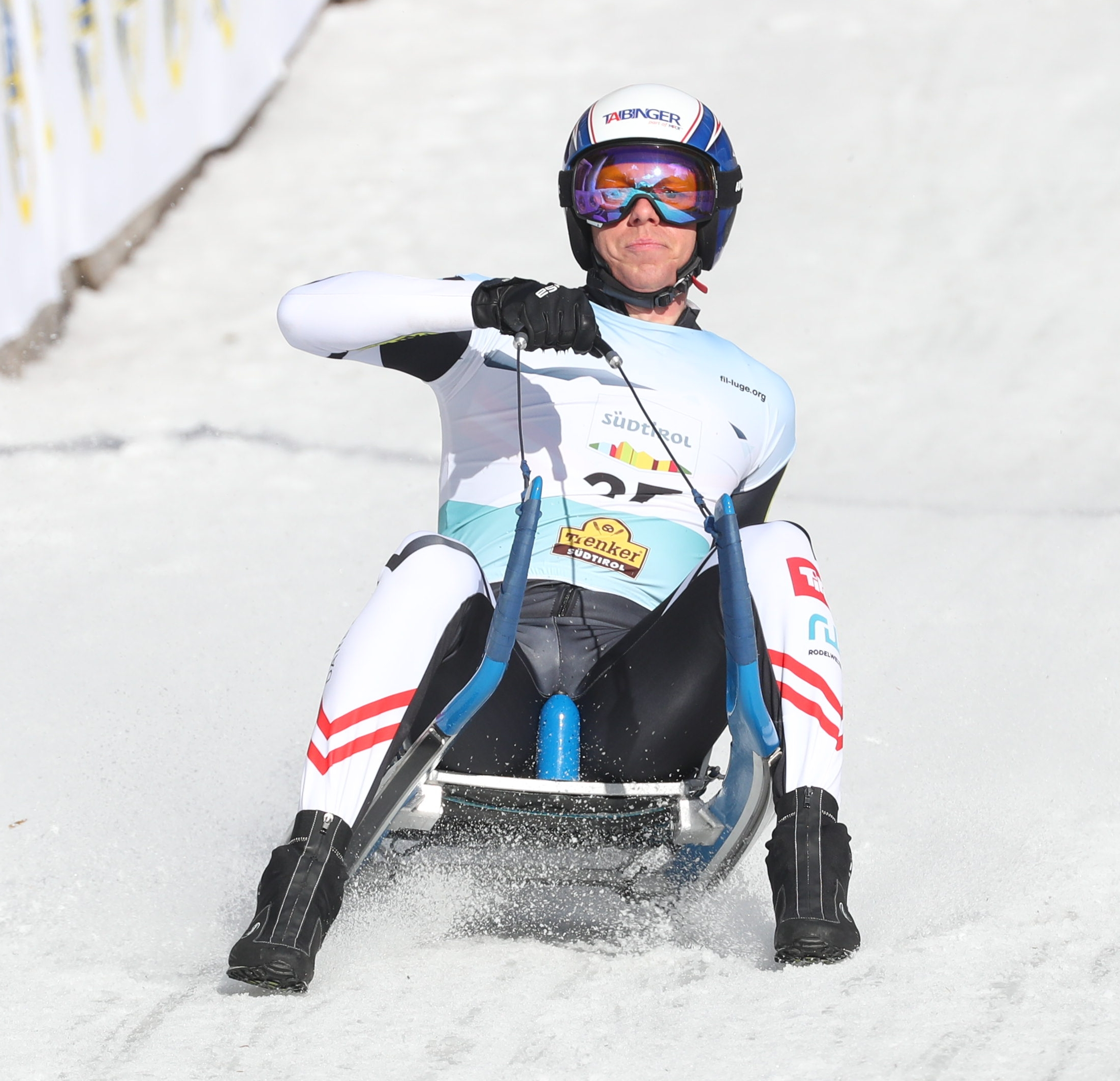
Michael Scheikl ha vinto il suo primo titolo iridato in carriera nel singolo uomini.

L'Italia si era imposta nell'edizione precedente con Alex Gruber, al suo terzo ed ultimo titolo iridato in carriera.
L'altoatesino, ormai ritirato dalle competizioni, non ha potuto difendere il titolo. L'austriaco Michael Scheikl, già autore di ottime prove di Coppa del Mondo durante la stagione, ha vinto per la prima volta un titolo mondiale. Con un'incredibile prova di forza ha dominato tutte e tre le manche in programma. Al secondo e terzo posto si sono classificati, rispettivamente, gli italiani Daniel Gruber e Patrick Pigneter.
Patrick Pigneter ha indossato una medaglia in questa specialità per l'ottava volta mentre l'Italia ha raggiunto il podio per l'undicesima volta consecutiva.
| Pos. | Atleta           | Nazione | 1ª manche | 2ª manche | 3ª manche | Totale  | Distacco |
| ---- | ---------------- | ------- | --------- | --------- | --------- | ------- | -------- |
|      | Michael Scheikl  | Austria | 56"01     | 55"83     | 56"19     | 2'48"03 |          |
|      | Daniel Gruber    | Italia  | 56"38     | 56"32     | 56"65     | 2'49"35 | +1"32    |
|      | Patrick Pigneter | Italia  | 56"57     | 56"46     | 56"66     | 2'49"69 | +1"66    |

## Doppio
La gara di doppio si disputò il 18 gennaio 2025 sulla lunghezza di due manche. Presero parte alla gara 8 coppie di atleti di 5 nazionalità diverse. Tutti furono in grado di terminare la gara.
Matthias Lambacher ha confermato il titolo mondiale a distanza di due anni e con lui, per la prima volta, si è laureato campione mondiale Peter Lambacher. Gli austriaci Maximilian Pichler e Nico Edlinger vincitori delle ultime tre gare di Coppa del Mondo, non sono riusciti ad andare oltre la medaglia d'argento. Al terzo posto si sono piazzati gli italiani Tobias Paur e Andreas Hofer al loro primo podio mondiale..
L'Italia si è confermata dominatrice di questa specialità a livello iridato conquistando il 16º titolo in 24 edizioni ed il quarto consecutivo.
| Pos. | Atleti                             | Nazione | 1ª manche | 2ª manche | Totale  | Distacco |
| ---- | ---------------------------------- | ------- | --------- | --------- | ------- | -------- |
|      | Matthias Lambacher Peter Lambacher | Italia  | 1'00"63   | 1'00"71   | 2'01"34 |          |
|      | Maximilian Pichler Nico Edlinger   | Austria | 1'00"64   | 1'00"96   | 2'01"60 | +0"26    |
|      | Tobias Paur Andreas Hofer          | Italia  | 1'01"46   | 1'01"36   | 2'02"82 | +1"48    |

## Staffetta a squadre
La staffetta a squadre si disputò il 19 gennaio 2025. La prova si svolse con la formula della staffetta donna/uomo. Parteciparono alla gara 12 atleti di 6 nazionalità diverse.
Delle dieci prove a squadre iridate che si erano svolte nelle edizioni precedenti, ben sette se le era aggiudicate l'Italia, detentrice del titolo 2023. Durante la stagione di Coppa del Mondo 2025, non erano state svolte gare in questo format.
L'Italia è stata in grado di difendere il titolo conquistato due anni prima grazie ad una ottima prova da parte di entrambi i suoi atleti. È giunto così l'undicesimo podio consecutivo e l'ottava vittoria in questo format di gara per l'Italia. Evelin Lanthaler ha messo al collo la sua quarta medaglia d'oro nella prova a squadre iridata.
| Pos. | Nazione  | Atleti                         | Donna   | Uomo  | Totale  | Distacco |
| ---- | -------- | ------------------------------ | ------- | ----- | ------- | -------- |
|      | Italia   | Evelin Lanthaler Daniel Gruber | 58"69   | 57"81 | 1'56"50 |          |
|      | Austria  | Riccarda Ruetz Michael Scheikl | 59"03   | 58"23 | 1'57"26 | +0"76    |
|      | Germania | Lisa Walch Simon Dietz         | 1'00"17 | 59"83 | 2'00"00 | +3"50    |

## Medagliere
L'Italia ha vinto il medagliere portando a casa sette medaglie sulle dieci possibili. Ha vinto tre dei quattro i titoli mondiali in palio. L'Austria è tornata a vincere un titolo mondiale, nel singolo uomini, oltre a altre tre medaglie d'argento. La Germania è tornata sul podio mondiale con un altro bronzo nella prova a squadre.
| Pos.   | Nazione  | Oro | Argento | Bronzo | Totale |
| ------ | -------- | --- | ------- | ------ | ------ |
| 1      | Italia   | 3   | 1       | 3      | 7      |
| 2      | Austria  | 1   | 3       | 0      | 4      |
| 3      | Germania | 0   | 0       | 1      | 1      |
| Totale | Totale   | 4   | 4       | 4      | 12     |